# Virginia Apgar
Virginia Apgar (Westfield, Nova Jersey, 7 de juny de 1909 - Manhattan, 7 d'agost de 1974) va ser una anestesiòloga estatunidenca especialitzada en obstetrícia. És coneguda per haver ideat la puntuació d'Apgar, una prova per avaluar de manera senzilla i ràpida la salut dels nounats immediatament després del part i prevenir així la mortalitat neonatal. Fou líder en el camp de l'anestesiologia i la teratologia, i va introduir consideracions obstètriques al camp establert de la neonatologia.

## Primers anys de vida i educació
Apgar va néixer i es va criar a Westfield (Nova Jersey), i era la més jove dels tres fills de Helen May (Clarke) i Charles Emory Apgar. El seu interès per la ciència potser li venia del seu pare, un executiu d'assegurances que era inventor i astrònom aficionat. El pare era també un músic aficionat que va transmetre a Virginia i al seu germà Lawrence el seu amor a la música, fins al punt que el noi va arribar a ser profesor de música a l'Earlham College de Richmond (Indiana). El seu germà gran va morir aviat de tuberculosi i el seu altre germà tenia una malaltia crònica. Es va graduar a la High School del seu poble el 1925, amb la idea d'estudiar medicina.
Apgar va estudiar zoologia al Mount Holyoke College i es va pagar ella mateixa els estudis amb el seu treball a temps parcial. Tot i la seva feina, trobava temps per participar en moltes activitats: era membre de diversos equips esportius, col·laborava en la revista del centre, actuava en obres de teatre i tocava el violí en l'orquestra del College. El 1929, després de la seva graduació, va començar estudis de medicina a la Facultat de Medicina i Cirurgia de la Universitat de Colúmbia. Era una de les úniques noies en una classe de noranta estudiants i el 1933, es va graduar en el quart lloc de la seva classe.
Després d'obtenir el títol, va fer un internat de cirurgia de dos anys a l'Hospital Presbiterià de Nova York. Ell seu mentor, el Dr. Allen Whipple, president de cirurgia del Columbia-Presbyterian Medical Center, la va desanimar per continuar la seva carrera com a cirurgiana perquè, a causa de la depressió econòmica, no creia que la cirurgia tingués gaire futur per a una dona. En canvi, la va animar a dedicar-se a l'anestesiologia perquè considerava que calia avançar en les tècniques d'anestèsia per fer avançar la cirurgia i va considerar que ella tenia "l'energia i la capacitat" per fer-hi una contribució significativa. Apgar va seguir el consell del seu mentor i es va formar durant sis mesos a la Universitat de Wisconsin-Madison, on s'havia establert el primer departament d'anestesiologia als Estats Units. Després va estudiar durant uns altres sis mesos a al Hospital Bellevue de Nova York i amb el títol d'anestesiòloga el 1938 va tornar a l'Hospital Presbiterià com a directora de la nova Divisió d'Anestèsia dins del Departament de Cirurgia. Més tard, el 1959, va aprofitat un any sabàtic per cursar un màster en salut pública a l'Escola de Salut Pública de la Universitat Johns Hopkins.

## Treball i investigació
Apgar va ser la primera dona a dirigir una divisió d'especialitats al Centre Mèdic Presbiterià de la Universitat de Colúmbia (actualment Hospital Presbiterià de Nova York) i a la Facultat de Medicina i Cirurgia de la Universitat de Colúmbia. Juntament amb el Dr. Allen Whipple, va començar la Divisió d'Anestèsia de la Facultat. Es va fer càrrec de les funcions administratives de la divisió i es va encarregar de coordinar-hi la dotació de personal i la seva tasca a tot l'hospital. Al llarg de bona part de la dècada de 1940, va ser administradora, professora, reclutadora, coordinadora i metge practicant.

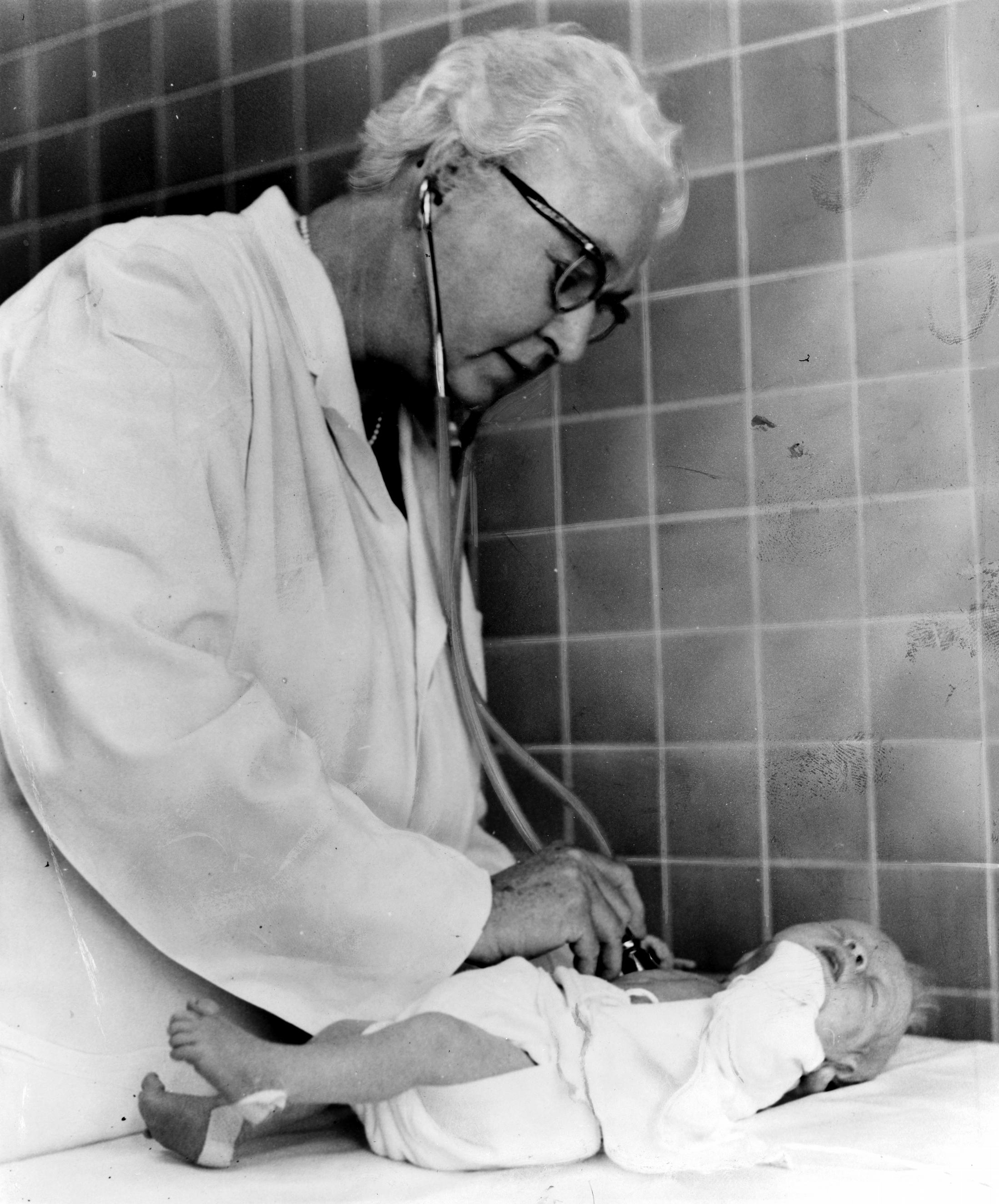
Virginia Apgar examinant un nounat el 1966

Sovint era difícil trobar residents per al programa, atès que l'anestesiologia era encara molt recent com a especialitat mèdica, ja que abans eren les infermeres les encarregades de l'anestèsia. Els nous anestesiòlegs també es van enfrontar a l'escrutini per part d'altres metges, específicament els cirurgians, que no estaven acostumats a tenir a la sala d'operacions un metge especialitzat en anestèsia. Aquestes dificultats van provocar problemes per obtenir finançament i donar suport a la divisió. Amb l'entrada dels Estats Units a la Segona Guerra Mundial el 1941, molts metges es van allistar a l'exèrcit per ajudar en l'esforç de guerra, cosa que va crear un seriós problema de dotació de personal en els hospitals del país, també a la divisió que dirigia Apgar.
En acabar la guerra el 1945, l'interès en l'anestesiologia es va renovar en els metges que tornaven, i el problema de manca de personal per a la divisió d'Apgar es va resoldre ràpidament. La popularitat creixent de l'especialitat i el programa de residència que va desenvolupar Apgar van promoure el seu establiment com a departament oficial de la Facultat el 1949. Apgar no va ser nomenada cap del departament, com s'esperava, i el càrrec va recaure en un altre metge, el Dr. Emmanuel Papper. De tota manera, ella va ser nomenada catedràtica d'anestesiologia, essent la primera dona que ocupava una càtedra a la Facultat de Medicina i cirurgia de la Universitat de Colúmbia.

### Obstetrícia
Apgar va romandre en la seva càtedra a la Universitat de Colúmbia fins al 1959, l'any que va seguir el màster de salut pública a la Universitat Hopkins. Durant aquells anys, també va realitzar treballs clínics i de recerca a l'Hospital Sloane per a Dones, un centre afiliat que era una divisió de l'Hospital Presbiterià de Nova York. El 1953, va presentar l'anomenada puntuació d'Apgar, per avaluar la salut dels nadons.
Entre els anys 1930 i 1950, la taxa de mortalitat infantil als Estats Units va disminuir, però el nombre de morts infantils dins de les primeres 24 hores després del naixement es va mantenir constant. Apgar va adonar-se d'aquest fet i va començar a investigar mètodes per disminuir la mortalitat infantil específicament en les primeres 24 hores de vida del nadó. Com anestesiòloga obstètrica, Apgar va poder documentar els trets que diferenciaven els nadons sans dels nadons amb problemes. D'aquesta investigació va sorgir un sistema de puntuació estandarditzat utilitzat per avaluar la salut d'un nounat immediatament després del naixement, un test que es coneix com a puntuació d'Apgar.
Des de 1959 fins a la seva mort el 1974, Apgar va treballar per a la Fundació March of Dimes, on va ser vicepresidenta d'Afers Mèdics i va dirigir el programa de recerca per prevenir i tractar trastorns congènits.
Atès que l'edat gestacional està directament relacionada amb la puntuació d'Apgar d'un infant, Apgar va ser una de les primeres persones a la Fundació March of Dimes que va centrar la seva atenció en el problema del part preterme, que ara és una de les principals prioritats d'aquella fundació. Durant aquest temps, va escriure molt i va donar moltes conferències, i va publicar articles de divulgació, així com treballs de recerca. El 1967, Apgar es va convertir en vicepresidenta i directora de recerca bàsica de la Fundació March of Dime
Durant la pandèmia de rubèola de 1964-65, Apgar es va convertir en una defensora de la vacunació universal per prevenir la transmissió de mare a fill de la rubèola. Aquesta malaltia infecciosa pot causar trastorns congènits greus si una dona la contrau durant l'embaràs. Entre 1964 i 1965, als Estats Units es van produir uns 12,5 milions de casos de rubèola, que van provocar 11.000 avortaments involuntaris o avortaments terapèutics i 20.000 casos de síndrome de rubèola congènita. Això va provocar 2.100 morts en infants de fins a dos anys, 12.000 casos de sordesa, 3.580 casos de ceguesa per cataractes i/o microftàlmia, i 1.800 casos de discapacitat intel·lectual. Només a la ciutat de Nova York, la rubèola congènita va afectar l'1% de tots els nadons nascuts en aquells anys.
Apgar també va promoure l'ús eficaç de les proves per determinar el factor Rh, que poden identificar les dones que corren risc de transmissió d'anticossos materns a través de la placenta, on posteriorment es poden unir als glòbuls vermells fetals, i destruir-los, causant hidropesia fetal o fins i tot avortament espontani.
Apgar va viatjar milers de kilòmetres cada any per parlar amb audiències molt variades sobre la importància de la detecció precoç de trastorns congènits i la necessitat de més recerca en aquesta àrea. Va resultar ser una excel·lent ambaixadora de la Fundació March of Dimes, i els ingressos anuals d'aquesta organització es van duplicar de llarg el temps que ella hi va ser. També va ser-ne directora de Recerca Mèdica Bàsica (1967-1968) i vicepresidenta d'Afers Mèdics (1971-1974). El llibre Is My Baby All Right? (Està bé meu nadó?, 1972), que va escriure amb Joan Beck, mostra la seva preocupació pel benestar de la mainada i les famílies i també el seu talent per a l'ensenyament.
Apgar també va ser professora (1965-1971) i després professora clínica (1971-1974) de pediatria a la Facultat de Medicina de la Universitat Cornell, on va ensenyar teratologia (l'estudi dels trastorns congènits). Va ser la primera a ocupar un lloc en aquella facultat en aquesta nova àrea de la pediatria. El 1973 va ser nomenada professora de genètica mèdica a l'Escola de Salut Pública de la Universitat Johns Hopkins.
Apgar va publicar més de seixanta articles científics i nombrosos articles breus per a diaris i revistes durant la seva carrera, a més del llibre esmentat Is My Baby All Right?. Va rebre molts guardons, entre els quals doctorats honoris causa del Woman's Medical College de Pennsilvània (1964) i del Mount Holyoke College (1965); el Premi Elizabeth Blackwell de l'American Medical Women's Association (1966), el Premi al servei distingit de la Societat Estatunidenca d'Anestesiòlegs (1966), la medalla d'or dels antics alumnes de la Facultat de Medicina i Cirurgia de la Universitat de Colúmbia (1973) i el premi Ralph M. Waters de la Societat EStatunitenca d'Anestesiòlegs (1973). El 1973 també va ser elegida dona de l'any en ciència per la revista Dames Home Journal.
Apgar tan aviat parlava a casa seva amb adolescents, com podia fer-ho amb activistes i agitadors socials. Va parlar en els congressos de la joventut March of Dimes Youth sobre l'embaràs en les adolescents i els trastorns congènits en una època en què aquests temes eren considerats tabú.

### La puntuació Apgar
L'any 1953 va estudiar, desenvolupar i publicar la primera escala de valoració de la vitalitat dels nounats denominada Puntuació d'Apgar. Aquest test s'aplica a nadons en dos moments, immediatament després del part: un minut i, novament 5 minuts després del naixement (a vegades també als 10 minuts). Aquesta prova (escala) avalua, puntuant del zero al deu, cinc aspectes simples dels nounats: freqüència cardíaca, esforç respiratori, presència de reflexos, to muscular i color.
Intentant transformar la paraula Apgar en un retroacrònim, es va proposar: aparença, pols, gesticulació, activitat i respiració (denominats així en molts idiomes en honor de la seva creadora: es tracta d'un acrònim generat pel doctor Joseph Butterfield, pediatre estatunidenc, l'any 1963, amb les cinc lletres del cognom de la doctora). La puntuació resultant va del zero al deu. Si el nadó obté una puntuació de 3 o menys, es considera que el seu estat de salut és crític; si la puntuació és d'entre 4 i 6, es classificarà com "bastant baix"; si la puntuació és de 7 a 10, finalment, es considerarà que l'estat de salut és "normal".
A la dècada dels seixanta, molts hospitals dels Estats Units utilitzaven la puntuació d'Apgar constantment. Entrant al segle xxi, aquesta puntuació continua sent utilitzat per proporcionar un mètode acceptable i convenient per informar de l'estat del nounat immediatament després del naixement.

## Vida personal
Si bé la doctora Apgar va ser en moltes ocasions "la primera dona" o "l'única dona" en el departament a ocupar algun càrrec o a guanyar reconeixement, evitava el moviment feminista organitzat, afirmant que "les dones estan alliberades des del moment en què surten de l'úter". Tot i que de vegades expressava privadament la seva frustració per les desigualtats de gènere (sobretot en matèria de salaris), treballava al voltant d'aquests casos empenyent constantment nous camps on hi havia espai per exercir la seva considerable energia i habilitats.
Apgar mai es va casar o va tenir fills, i va morir de cirrosi el 7 d'agost de 1974, al Columbia-Presbyterian Medical Center. Està enterrada al cementiri de Fairview a Westfield.
La música era una part integral de la vida familiar, amb sessions de música familiar freqüents. Apgar tocava el violí i el seu germà tocava el piano i l'orgue. Viatjava amb el seu violí, sovint tocant en quartets de cambra d'aficionats on sigui que fos. Durant la dècada de 1950, una amiga la va introduir a la fabricació d'instruments, i junts van fer dos violins, una viola i un violoncel. Era una jardinera entusiasta i gaudia de la pesca amb mosca, el golf i el col·leccionisme de segells. Als anys cinquanta, Apgar va començar a fer classes de vol, afirmant que el seu objectiu era volar algun dia sota el pont de Washington, a Nova York.

## Llegat
Apgar ha continuat guanyant reconeixement pòstum per les seves contribucions i èxits. El 1994, va ser homenatjat pel Servei Postal dels Estats Units amb un segell postal de la sèrie Great Americans de 20¢. El novembre de 1995 va ser inclosa al Saló de la fama de la dona nacional a Seneca Falls, Nova York. El 1999, va ser designada com a Mes d'Honor de la Història de les Dones pel Projecte Nacional d'Història de les Dones. El 7 de juny de 2018, Google va celebrar el 109è aniversari d'Apgar amb un Google Doodle.

## Premis i distincions
- Doctor honoris causa, Women's Medical College of Pennsylvania (1964)
- Doctor honoris causa, Mount Holyoke College (1965)
- Premi de servei distingit de la Societat nord-americana d'anestesiòlegs (1966)
- Premi Elizabeth Blackwell, de l'Associació Mèdica Americana de Dones (1966)
- Doctor honoris causa, New Jersey College of Medicine and Dentistry (1967)
- Medalla d'or dels antics alumnes per a èxits distingits, Columbia University College of Physicians and Surgeons (1973)
- Premi Ralph M. Waters, Societat Americana d'Anestesiòlegs (1973)
- Woman of the Year in Science, Ladies Home Journal (1973)
- Membre de l'Acadèmia de Medicina de Nova York, l'Associació Americana de Salut Pública i l'Acadèmia de Ciències de Nova York.[8]

## Obres seleccionades
- Apgar, Virginia; Beck, Joan Wagner. Is my baby all right? A guide to birth defect.  Nova York: Trident Press, 1972. ISBN 9780671270957. OCLC 578207.
- Apgar, Virginia «A proposal for a new method of evaluation of the newborn infant». Current Researches in Anesthesia & Analgesia, 32, 4, 1953, pàg. 260–267. Arxivat de l'original el 2012-11-30. DOI: 10.1213/00000539-195301000-00041. PMID: 13083014 [Consulta: 7 novembre 2012].